# 財貨
| ウィキペディアには「財貨」という見出しの百科事典記事はありません（タイトルに「財貨」を含むページの一覧/「財貨」で始まるページの一覧）。 代わりにウィクショナリーのページ「財貨」が役に立つかもしれません。 |